# Wimp (musikspelare)
Wimp (i marknadsföring skrivet WiMP) var en onlinetjänst för att lyssna på strömmad musik via internet. Tjänsten ägdes och utvecklades av Aspiro. Sedan mars 2015 har varumärket WiMP slutat att användas och tjänsten har bytt namn till Tidal.

## Om WIMP
Tjänsten erbjöd strömmad musik med ett stort utbud av artister, skivor och låtar. Till skillnad från vissa av tjänstens konkurrenter, som exempelvis Spotify, tillhandahöll WiMP inte någon reklamfinansierad lyssning utan erbjöd endast månadsprenumeration. Oktober 2013 lanserade WiMP som första globala musiktjänst en HiFi-version, som även erbjöd musikvideo i HD-format. Tjänsten lanserades i USA som Tidal och sedan mars 2015 använder man endast Tidal som varumärke. 
Wimp var tillgänglig i bland annat Norge, Danmark, Sverige, Polen och Tyskland med drygt 500 000 prenumeranter internationellt (2015). Programmet fanns tillgängligt både i Windows-, Mac-, Windows Phone-, Iphone-, Symbian-, Meego-, och Androidformat samt till nätverksspelare som Sonos, Bluesound och Squeezebox. Deras katalog innehöll över 22 miljoner låtar.
WiMP HiFi utsågs till Årets produkt 2013 av tidskriften Ljud & Bild.

## Ägare
WIMP utvecklades av det svensk-norska Aspiro. År 2012 blev norska mediekoncernen Schibsted, med dess koncern Streaming Media AS, huvudägare av Aspiro och gjorde ett misslyckat försök att ta över samtliga aktier i bolaget. I januari 2015 la det amerikanska bolaget Project Panther Bidco, med rapparen Jay-Z som storägare, ett positivt bemött bud motsvarande drygt 460 miljoner SEK för att köpa hela verksamheten, vilket slutfördes i mars samma år.

## Andra musiktjänster
- Last.fm
- Spotify
- Grooveshark